# Ratpenat llengut de cua petita
El ratpenat llengut de cua petita (Anoura caudifer) és una espècie de ratpenat que viu a Amèrica del Sud. El nom científic d'aquesta espècie es dona de manera diferent sia A. caudifer o A. caudifera, ja que els científics han donat arguments per ambdós noms basant-se en la gramàtica llatina i les normes de nomenclatura d'espècies de la Comissió Internacional de Nomenclatura Zoològica. Quan Étienne Geoffroy Saint-Hilaire va descriure per primer cop aquest ratpenat el 1818, va utilitzar el nom específic caudifer, nom actualment més utilitzat per les fonts més influents com són la Unió Internacional per a la Conservació de la Natura i Mammal Species of the World. El ratpenat llengut de cua petita viu a Bolívia, el sud i nord-est del Brasil, Colòmbia, l'Equador, la Guaiana Francesa, Guyana, el Perú, Surinam, Veneçuela, i l'extrem nord de l'Argentina, on habita en boscos tropicals d'ambdós costats dels Andes, en elevacions de fins a 1.500 metres.

## Descripció
El ratpenat llengut de cua petita és una de les espècies més petites, amb un longitud conjunta del cap i del cos que varia entre 4,7 i 10 centímetres i un pes d'entre 8,5 i 13 grams. Té un pelatge de color marró fosc argentat que li cobreix el cos i part de les ales i dels húmers. Alguns individus tenen taques pàl·lides, sovint vermelloses, a part alta de l'esquena, que s'entenen a la part del darrere del coll i del cap. Les parts sense pèl de les membranes de les ales són de color marró fosc o negres.
El cap és relativament llarg i estret i la llengua és llarga i extensible, assolint fins a 3 centímetres. Té una protuberància petita i estreta en forma de fulla en el llavi superior, que per altra banda és suau al tacte. En comparació amb alguns altres ratpenats, té les orelles relativament petites i més separades, i li manca l'antitrague. Aquesta espècie té una cua molt curta, només d'entre 3 i 7 mil·límetres, que no arriba més enllà de l'extrem de l'uropatagi (la membrana que té entre les potes), en el qual s'hi troba integrada. No obstant això, alguns individus, no tenen cua i per aquesta raó es va pensar que pertanyien a una espècie diferent.

## Ecologia
És un animal nocturn que passa el dia refugiat en coves, forats als arbres o algunes estructures fetes per l'home. Les colònies poden ser de fins a un centenar d'individus, encara que el més freqüent és que estiguin formades per entre 5 i 15 membres. Com la majoria de ratpenats que viuen en coves, generalment comparteix el seu refugi amb altres espècies, incloses altres del gènere Anoura, així com Micronycteris microtis i vampirs.
Té un metabolisme basal infreqüentment elevat, que s'ha mesurat que fa 28ml O₂/h. Donat que són capaços de mantenir la seva temperatura corporal fins i tot en temperatures relativament baixes, necessiten una ingesta elevada de calories en comparació amb la seva mida, i, com a mínim, han d'estar 4 hores alimentant-se cada nit.
Són animals omnívors, que fan servir la seva llengua llarga per xuclar el nèctar de les flors, encara que també s'alimenta de petits coleòpters, hemípters i lepidòpters.
La temporada d'aparellament d'aquesta espècie no és clara i pot variar al llarg de la seva àrea de distribució. Generalment els estudis han mostrat que els adults són fèrtils entre l'agost i el novembre, durant la temporada de pluges, i infèrtils la resta de l'any, encara que s'han trobat excepcions. És probable que només s'aparelli un cop l'any i doni a llum una única cria.